# آسیا قسطانیان
آسیا قسطانیان با تلفظ صحیح تر آسیا گوستانیان انگلیسی: Asia Ghostantin از ارمنی‌های گرجستان بود. در تفلیس زاده شد. پدرش (میکائیل / میشا) و خانواده اش (مادرش، مارکارید مامیگویان. برادرش، مالودیا؛ و خواهرش آنا) همه اهل تئاتر بودند.

## زندگی
در سال ۱۹۲۰ میلادی (۱۲۹۹ خورشیدی) که به ایران مهاجرت کردند به مدت سه دهه (با وقفه‌هایی) به تئاتر ایران رونق بخشیدند.
اقامت آنان در کشورهای خاورمیانه، آسیا قسطانیان در چند فیلم بازی کرد. از جمله در قاهره در فیلمی به نام عشق به بغداد نقش پرنس نازلی را برعهده گرفت. قسطانیان‌ها به سال ۱۹۳۱ (۱۳۱۰) بار دیگر به ایران بازگشتند و فعالیت‌های هنری خود را ادامه دادند.
در سال ۱۹۳۳ (۱۳۱۲) که آوانس اوگانیانس می‌خواست فیلم حاجی آقا آکتور سینما را بسازد، با توجه به تجربهٔ بازیگری آسیا قسطانیان، ایفای نقش پروین را به او واگذاشت.
پدرش با کلاس‌هایی که برای آموزش تئاتر تشکیل می‌داد، گروه‌هایی تئاتری که به وجود آورد و نخستین اجراهایی که از نمایشنامه‌های کلاسیک دنیا (از جمله اتللوی شکسپیر) عرضه کرد از پیشگامان تئاتر معاصر ایران محسوب می‌شود و مادرش نیز با صحنه گردانی نمایش «زن مخوف» در سال ۱۹۴۱ (۱۳۲۰)، نخستین کارگردان زن تئاتر در ایران شد. از فعالیت‌های تئاتری خانواده قسطانیان پس از اجرای نمایش «مادام ایکس» در سال ۱۹۴۹ (۱۳۲۸) در سینما تاج آبادان و اجرای نمایش «ملیکی آغچیگ» در سال ۱۹۵۰ (۱۳۲۹) در سالن کالج ارمنیان شهر کلکته، هیچ اطلاعی در دست نیست.
ظاهراً خانواده پس از سال‌ها دوری از وطن به گرجستان بازمی‌گردند. چون بخش فارسی بی‌بی‌سی مرگ آسیا قسطانیان را اعلام کرد از زندگی او در سال‌های آخر عمر در شهر تفلیس خبر می‌داد.

## فیلمشناخت

### سینمایی
- ۱ - حاجی آقا آکتور سینما (۱۳۱۲ در نقش پروین)